# كبكابية
كبكابية مدينة تقع في شمال دارفور بالسودان. وتبعد عن العاصمة الخرطوم حوالي 1251 كيلومتر (777,34 ميل).وتعتبر ملتقى لأهم الطرق بالولاية، إذ يمر عبرها طريق الفاشر الجنينة وطريق كتم نيالا.

## سبب التسمية
اللفظ «»كبكابية يعني بلغة قبيلة الفور الجنوح للسلم بترك الاقتتال وضع السلاح جانباً، إذ عرف أهالي المنطقة منذ القدم بحبهم للتعايش بسلام، وتقبل الثقافات المختلفة واستقبال المستجبربن والنازحبن.

## الطوبغرافيا والمناخ
تقع المدينة في ارض سهلية ويحيط يها من الاتجاهين الجنوبي الشرقي والجنوبي والغربي وادي برقو ، وتتميز بخصوبة اراضيها الصالحة لزراعة العديد من المحاصيل بما فيها الفاكهة والخضروات، كما يحيط بها من الاتجاه الشمالي وادي كِركِرة وهو من الوديان الموسمية.
ويسودها المناخ الحار شبه الجاف، وهو مناخ منطقة شمال دارفور.

## الإقتصاد
يقوم اقتصاد المدينة على الزراعة بشكل رئيسي لخصوبة التربة ووفرة الموارد المائية والثروة الحيوانية الأمر الذي جعل المهنة السائدة لدى السكان هي الزراعة، لا سيما الزراعة المطرية التقليدية، التي تعتمد على ري مياه الآبار والحفائر.

### سوق كبكابية
تعتبر سوق كبكابية من المعالم البارزة والمعروفة في المدينة لوقوعها في بيئة زراعية، ولها دورا كبيرًا في ازدهار المدينة، فهي بمثابة داينمو لتنشيط حركة تجارية قوية في مناطق شمال دارفور، ويتم في هذه السوق تبادل السلع والمحاصيل الزراعية المختلفة من بينها الفواكه والخضروات؛ كالبرتقال، والليمون، والتفاح، والمانجو، والطماطم، والبصل، والبامية، بالإضافة إلى قطعان المواشي من ماعز وضأن وأبقار، ولعلّ من أهم العوامل التي أسهمت في ازدهار سوق كبكابية هو عامل النزوح، حيث أدى النمو المضظرد في اعداد النازحبن الوافدين إلى المدينة إلى زيادة الطلب وانتعاش التجارة فيها

## السياحة
من المعالم السياحية البارزة مسجد السلطان علي دينار الواقع جنوب المدبنة.

## الأحياء السكنية
- الشرتاي
- كبكابية الجديدة (جزء من حي الشرتاي)
- دومي
- الكبري
- كركرة
- المستشفى
- حي السوق
- الصفاء
- السلام
- الوادي
- الشاطئ
- الشهيد
- الاميرية
- الريان
- برقي